# Falk Willis
Falk Willis (München, 12 april 1970) is een Duitse jazzdrummer.

## Biografie
Willis was aanvankelijk autodidact, maar voltooide masterclasses bij Tony Williams, Herbie Hancock en Miroslav Vitouš en workshops bij Bud Shank. Van 1988 tot 1991 was hij lid van het Federal Jazz Orchestra. Hij speelde ook in de reguliere band van Peter Herbolzheimer en met Bobby Shew, Herb Geller, Harvie Swartz en Till Brönner. Sinds 1991 woont hij in New York, waar hij studeerde aan The New School en lessen volgde bij Ralph Peterson, Adam Nussbaum en Joe Chambers. Hij werkte tijdens internationale tournees met Dewey Redman, Gary Thomas, Charlie Mariano, Eddie Henderson en Lee Konitz en werd lid van Klaus Doldingers Passport in 1993. Hij werkte ook met Wolfgang Lackerschmid, Adrian Mears, Peter O'Mara, Patrick Scales en Johannes Enders. Daarna ging hij op tournee met zijn project A Fine Mess. Willis speelde ook met Jacky Terrasson, Vincent Herring en Nils Petter Molvær.
Met zijn trio won Willis de Europese jazzwedstrijd tijdens de Leverkusener Jazztage in 1993. In 1991 was hij de winnaar van de Internationale Oostenrijkse Jazzcompetitie. Sinds 2012 produceert hij instructievideo's met sterren uit het Amerikaanse jazzcircuit met zijn in New York gevestigde bedrijf Jazz Heaven.

## Discografie
- 1993: Schoolwork (met Dewey Redman, Ethan Iverson, Johannes Weidenmüller)
- ????: Symmetry (met Peter O'Mara, Bob Mintzer, Marc Johnson)
- 1994: Scalesenders, This And More (met Johannes Enders, Martin Scales), Ed. Collage
- 1997: Trio Impossible (met Johannes Enders, Tony Scheer)
- 1997: Scales Brothers, Our House, (met Martin Scales, Patrick Scales) Enja Records